# Colors (Laleh)
Colors è il quinto album in studio della cantautrice iraniana-svedese Laleh, pubblicato nel 2013.

## Tracce
1. Speaking of Truth – 4:23
2. Colors – 3:37
3. Sway – 3:28
4. Dark Shadow – 3:08
5. Stars Align – 3:27
6. Wish I Could Stay – 3:45
7. Return to the Soil – 4:32
8. Goliat – 4:07
9. En stund på jorden – 3:53
10. Solen och dagen – 4:21